# Mas Torrents del Prat
Mas Torrents del Prat és una masia de Sant Sadurní d'Osormort (Osona) protegida com a bé cultural d'interès local.

## Descripció
Masia de planta rectangular coberta a dues aigües amb la façana orientada a ponent i el portal format per grosses dovelles. El carener és perpendicular a la façana. A la part de migdia hi ha un cos de galeries adossat i formant angle recte amb l'edificació de la casa, és cobert a dues vessants. En front d'aquest cos n'hi ha un altre destinat a dependències agrícoles, formant un clos i tancat la lliça. A la part posterior de la casa hi observem grossos contraforts i és on es troba l'entrada a l'estada dels propietaris, aquest sector està rodejat per un ampli jardí, amb alzines centenàries.
Petit forn de pedra adossat a un cobert de construcció recent. Té una dimensió aproximada de 2x3m de planta. Les parets són de morter i la boca de pedra grisenca que contrasta amb la vermella del mur. A la llinda hi ha la inscripció: 26 Abril 1779.

## Història
Antic mas lligat a la història del monestir de Sant Llorenç dels Munts, terme de Sant Julià de Vilatorta, el qual tenia drets sobre molts masos i molins d'Osormort ja al segle xii. Fou reformat i ampliat vers el segle XVIII: 1733 (cobert) i 1799 (cabanya).
El forn és degué construir al segle xviii i era destinat a coure-hi pinyes per extreure els pinyons, una font de riquesa important a les Guilleries.